# NGC 720
NGC 720 (również PGC 6983) – galaktyka eliptyczna (E5), znajdująca się w gwiazdozbiorze Wieloryba. Odkrył ją William Herschel 3 października 1785 roku.